# Hanan al-Shaykh
Hanan al-Shaykh (n.1945, Beirute) é uma escritora libanesa.
Oriunda de uma família tradicional islâmica e conservadora, frequentou uma escola primária de inspiração profundamente religiosa. Prosseguindo os seus estudos na Escola Ahliyyah, começou nesta altura a escrever, encontrando assim a melhor forma de sublimar a revolta que sentia contra o pai e o irmão. Estes insistiam em tratá-la em conformidade com os preceitos ortodoxos muçulmanos, que consideram a mulher como uma criatura sem alma e incapaz de tomar decisões.
Assim, em 1961, com apenas dezasseis anos, começou a publicar artigos no jornal Al-Nahar. Aos dezoito anos de idade, ingressou no Colégio Feminino Americano do Cairo, no Egito. Terminando os seus estudos em 1966, regressou ao Líbano, onde deu início a uma carreira como jornalista de televisão e imprensa, colaborando com a revista feminina Al-Hasna e, entre 1968 e 1975, para o Al-Nahar.
Em 1970 publicou o seu primeiro romance, Intihar Rajul Mayyit, que havia começado a escrever durante a sua estadia no Egito. Tendo como narrador um homem de meia-idade, a obra analisava as relações de poder entre ambos os sexos, procurando demonstrar uma nova perspectiva crítica do patriarcalismo islâmico.
No ano seguinte apareceu Faras Al-Shaitan, romance que Al-Shaykh havia começado a preparar numa altura em que viveu no Golfo Pérsico, e que revelava detalhes da sua própria vida, recorrendo às técnicas de analepse e prolepse, primeiro no seio da família extremamente religiosa, depois o seu enamoramento e a partida para um novo lar, o do seu novo esposo.
Em 1976, com a entrada de tropas sírias no Líbano, o que originou uma guerra civil, Hanan Al-Shaykh optou por partir para a Arábia Saudita, onde continuou a escrever. Publicou Hikayat Zahrah em 1980, tendo para isso que recorrer a uma edição de autora, já que a obra desafiava os estatutos patriarcais que regiam as próprias editoras libanesas. Interdito na grande maioria dos países árabes, o romance conta a história de uma jovem, de nome Zahrah, que tenta sobreviver no Líbano devastado pela guerra, resistindo à opressão sexual da sociedade islâmica através do casamento, e acabando por engravidar de um amante, franco-atirador no lado inimigo. A obra deu a Hanan Al-Shaykh uma certa reputação internacional como escritora, tendo sido grandemente aclamada nos meios literários do Ocidente.
Em 1982 mudou-se para Londres, onde deu início à preparação de Misk Al-Ghazal (1989). O romance abordava de novo o tema da discriminação sexual por uma sociedade essencialmente patriarcal. Relatando o percurso de quatro mulheres, Al-Shaykh procurou exprimir o direito da mulher a liberdades como a escolha da orientação sexual e profissional.
No ano 2000 publicou Innah London Ya Azizi, traduzido para língua inglesa, em 2001, como Only In London, em que a autora procurou exprimir de forma bem-humorada o cosmopolitismo de uma nova geração islâmica residente na Europa.